# Струк, Михаил Семёнович
Михаил Семёнович Струк (11 февраля 1922, Запесочье, Мозырский уезд — 12 июля 1975, Запесочье, Гомельская область) — советский военнослужащий, участник Великой Отечественной войны, полный кавалер ордена Славы, разведчик 49-й отдельной разведывательной роты 46-й стрелковой дивизии, ефрейтор.

## Биография
Родился 11 февраля 1922 года в деревне Запесочье Житковичского района Гомельской области Белоруссии в крестьянской семье. Белорус. Образование 4 класса. Работал в колхозе.
В Красной Армии с 1941 года. В боях Великой Отечественной войны с июня 1941 года. Сражался с вражескими оккупантами на Ленинградском и 2-м Белорусском фронтах. Особо отличился в боях на территории Ленинградской области и в Польше.
Разведчик 49-й отдельной разведывательной роты красноармеец Михаил Струк во главе группы прикрытия ночью 17 июня 1944 у города Койвисто участвовал в захвате в плен четверых вражеских солдат. В бою сразил пять вражеских пехотинцев.
Приказом по 46-й стрелковой дивизии от 20 июня 1944 года за мужество и отвагу проявленные в боях красноармеец Струк Михаил Семёнович награждён орденом Славы 3-й степени.
20 сентября 1944 года разведчик 49-й отдельной разведывательной роты ефрейтор Михаил Струк с воинами-разведчиками в боях севернее города Пылтсама добыл ценные сведения о противнике. В схватке с неприятелем он из автомата уничтожил нескольких солдат, двоих взял в плен лично, а в составе группы — восемнадцать.
Приказом по 2-й ударной армии от 12 октября 1944 года за мужество и отвагу проявленные в боях ефрейтор Струк Михаил Семёнович награждён орденом Славы 3-й степени.
В январе 1945 года на подступах к польскому городу Цеханув разведчик 49-й отдельной разведывательной роты ефрейтор Михаил Струк подобрался к вражеской огневой точке, гранатами уничтожил пулемёт, истребил семерых противников, четверых пленил. В бою за город Цеханув первым атаковал врага, увлекая за собой бойцов, сразил шестерых солдат, семерых взял в плен.
Указом Президиума Верховного Совета СССР от 24 марта 1945 года за образцовое выполнение заданий командования в боях с немецко-вражескими захватчиками ефрейтор Струк Михаил Семёнович награждён орденом Славы 1-й степени, став полным кавалером ордена Славы.
В 1946 году старшина Струк М. С. демобилизован. Вернулся в родную деревню Запесочье Житковичского района Гомельской области. Член КПСС с 1956 года. Был бригадиром полеводческой бригады колхоза «Победа». Скончался 12 июля 1975 года.

## Награды
Награждён орденами Славы 1-й, 2-й и 3-й степени, медалями.

## Статьи
- «Сегодня исполняется 100 лет со дня рождения нашего земляка полного кавалера ордена Славы Михаила Струка»[2]